# Martín Alonso Pinzón

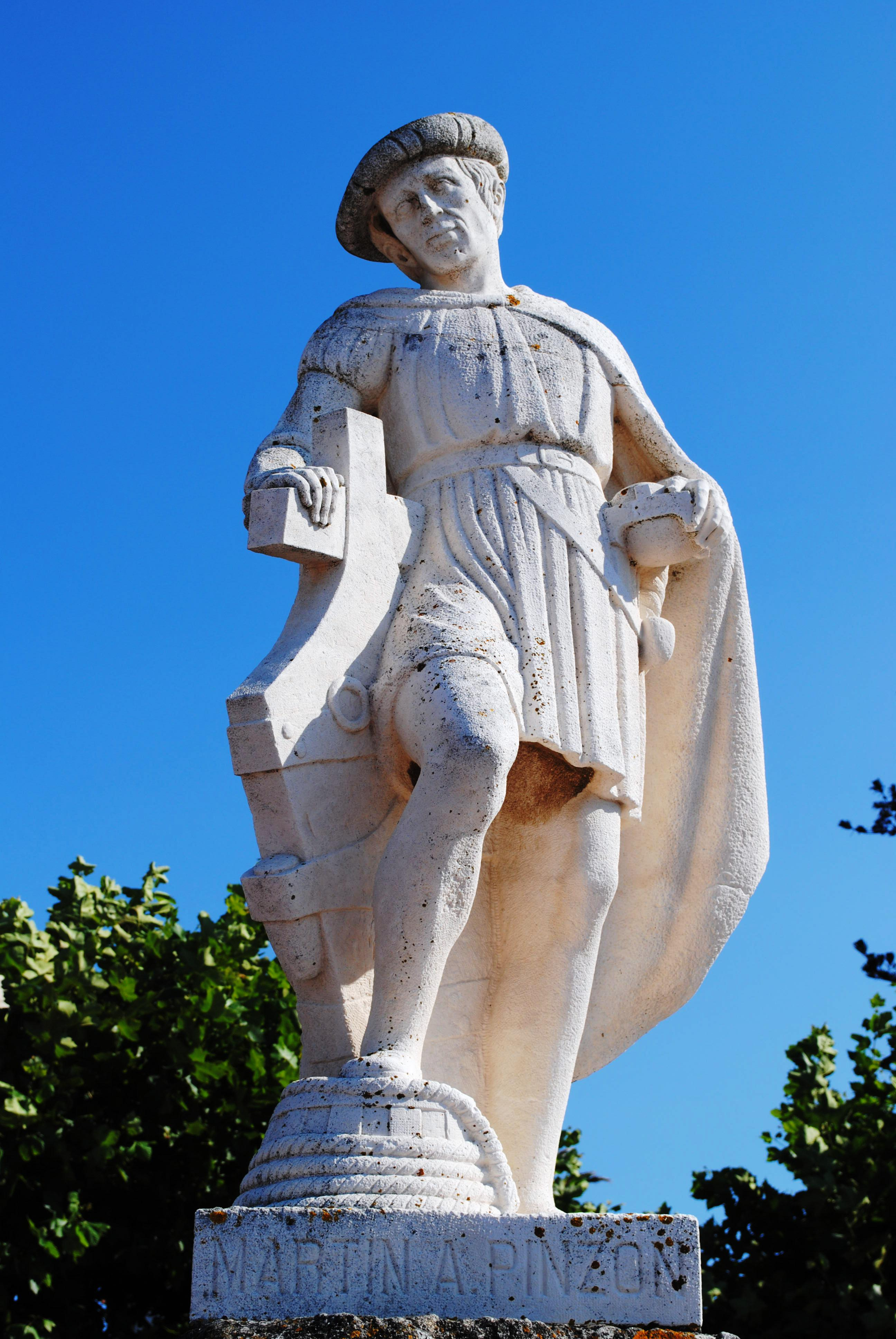
Martín Alonso Pinzón, Baiona

Martín Alonso Pinzón (Palos, c. 1441 - aldaar, november 1493) was een Spaans zeevaarder die kapitein was op een van de drie schepen waarmee Christoffel Columbus in 1492 Amerika ontdekte.
Pinzón stamde uit een familie van Spaanse scheepseigenaren. Hij was eigenaar en kapitein van de Pinta, een van de schepen tijdens Columbus' ontdekking van Amerika in 1492. Zijn broer Vicente Yáñez Pinzón was kapitein van de Niña en een andere broer Francesco was stuurman op de expeditie. De medewerking van de gerespecteerde gebroeders Pinzón was belangrijk geweest voor Columbus om een geschikte bemanning te vinden voor zijn controversiële expeditie. Columbus en Martín Pinzón konden het niet met elkaar vinden en hadden voortdurend ruzie. Op 20 november scheidde Pinzón zich zonder toelating van Columbus af, nadat een delegatie zonder succes was teruggekeerd van een missie op Cuba naar de Grote Khan van Cathay, waar de Spanjaarden volgens Columbus waren aangekomen. Pinzón geloofde de verhalen van Columbus niet meer en ging zelf op zoek naar goud, meer bepaald naar het goudeiland Baneque (Great Inagua). Volgens sommigen heeft hij tijdens deze uitstap ook Puerto Rico bereikt.
Op 6 januari 1493 ontmoetten Pinzón en Columbus elkaar bij toeval weer, nabij Monte Cristo op Hispaniola, een groot eiland dat Pinzón mogelijk als eerste had ontdekt. De woede van Columbus werd getemperd door wat Pinzón kon voorleggen: goud, chilipepers, kaneel en informatie over mogelijke parelvisserijen in het zuiden. Op de terugreis raakten ze tijdens een storm weer uit elkaar. Pinzón bereikte als eerste Spanje door op 1 maart met de gehavende Pinta binnen te lopen in Baiona. Van daaruit stuurde hij een brief naar koning Ferdinand en koningin Isabella. Vervolgens voer hij naar de vertrekhaven Palos, waar hij op 15 maart aankwam. Later diezelfde dag liep Columbus met de twee andere schepen binnen in Palos. Toen hij de Pinta zag liggen zal hij wantrouwig zijn geweest dat Pinzón zijn ambities zou doorkruisen, maar dat was niet nodig. De kapitein werd koortsig van boord gedragen en overleed een aantal maanden later, zonder dat hij zijn relaas had kunnen doen. Het is niet onmogelijk dat hij syfilis had opgelopen in Amerika, maar zelfs als dat zo was, wordt betwijfeld dat het de doodsoorzaak geweest kan zijn. Conform zijn wens werd hij begraven in het franciscanenklooster van La Rábida in Huelva.

## Voetnoten
1. ↑  Fernando Cervantes, Conquistadores, 2020, p. 23-28